# Гаофэнь-12-2
«Гаофэ́нь-12-2» («Гаофэнь-12» № 2, англ. Gaofen 12-02) — второй китайский спутник дистанционного зондирования Земли серии «Гаофэнь-12». Спутник был запущен 31 марта 2021 года в 06:45 по пекинскому времени (UTC+8).
Официальное назначение «Гаофэнь-12-2» — «аппарат для обследования государственной территории, городского планирования, проектирования дорожной сети и оценки урожайности, а также для предотвращения стихийных бедствий и уменьшения ущерба от них». Однако обозреватель сайта «Новости космонавтики» Игорь Лисов (Liss) считает, что основным заказчиком является министерство обороны КНР. Гюнтер Дирк Кребс предполагает, что спутники серии «Гаофэнь-12» являются гражданской версией военного КА «Яогань-29».

## Запуск
«Гаофэнь-12-2» был изготовлен в Шанхайской исследовательской академии космической техники (SAST). Там же изготовлена ракета-носитель (РН) «Чанчжэн-4C», использовавшаяся для выведения космического аппарата на орбиту. Разработчиком спутника является Шанхайский проектный институт спутников (кит. 上海卫星工程研究所, англ. Shanghai Institute of Satellite Engineering), входящий в состав SAST.
Впервые о подготовке к запуску «Гаофэнь-12-2» стало известно 20 февраля 2021 года. 10 марта появились предположения о возможном старте в конце марта. 29 марта были опубликованы зоны закрываемые в связи с запуском ракеты-носителя.
«Гаофэнь-12-2» был запущен 31 марта 2021 года в 06:45 UTC-8 (30 марта в 22:45 UTC) раетой-носителем «Чанчжэн-4C» (CZ-4C №Y32). Запуск был произведён со стартового комплекса №94 Центра космических запусков Цзюцюань.
| наклонение       | 97,90°    |
| Перигей          | 596,5 км  |
| Апогей           | 600,8 км  |
| Период обращения | 96,65 мин |

Спутник получил международное обозначение COSPAR ID 2021-026A и зарегистрирован в каталоге NORAD под номером 48079.

## Конструкция
Радиолокатор спутника разработан в 14-м институте Китайской корпорации электронной техники. Антенна радиолокатора изготовлена по технологии активной фазированной антенной решетки.